# Sierra Carapé

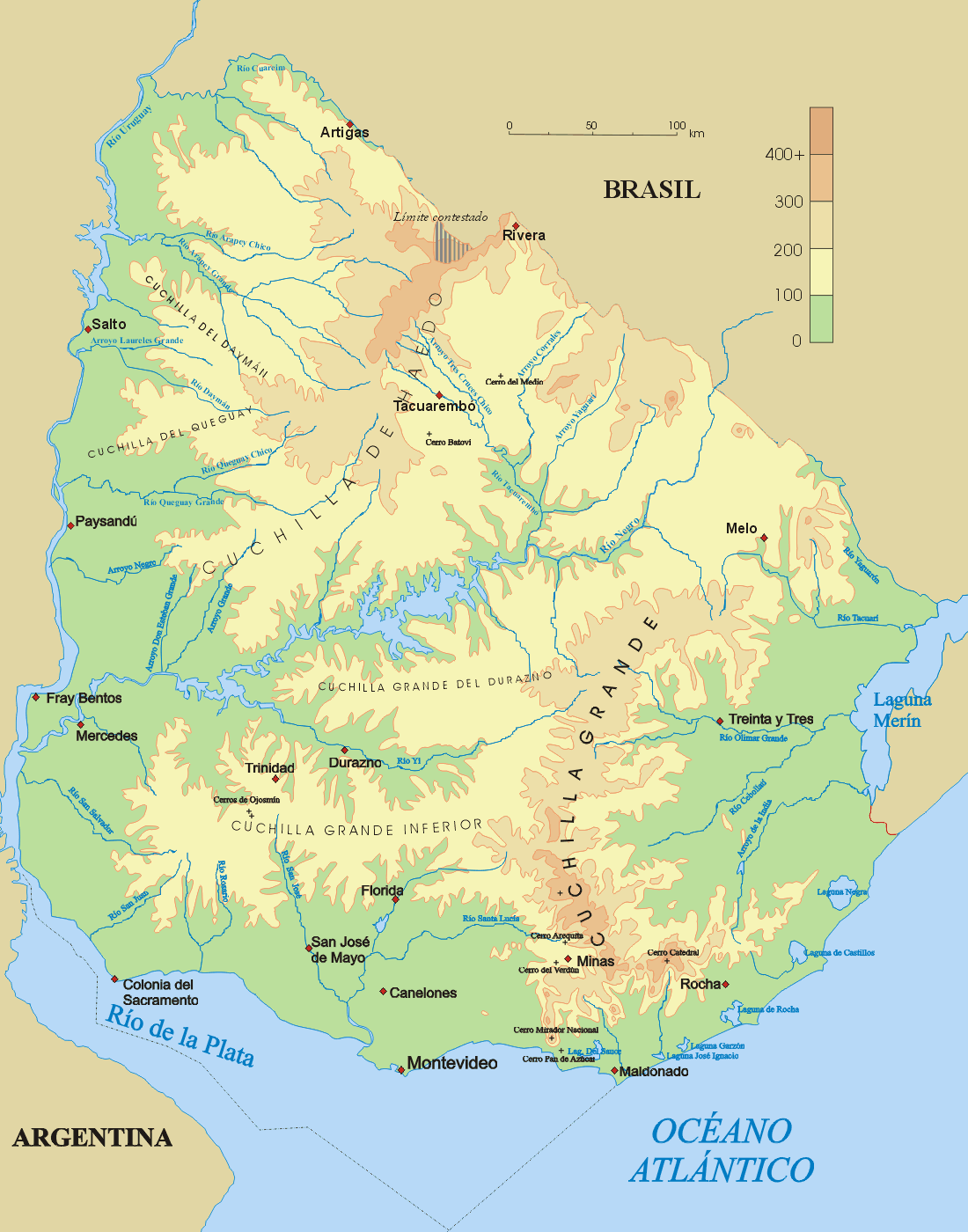
Mapa topogràfic de l'Uruguai.

La Sierra Carapé o Sierra de Carapé és una serralada ubicada al departament de Maldonado, al sud de l'Uruguai. Aquesta serralada creua el departament de Maldonado d'oest a est i entra al departament de Rocha. És la frontera natural entre els departaments de Lavalleja i Maldonado.
En aquesta serralada es troba el punt més alt del país, el Cerro Catedral, amb 513,66 msnm.

## Galeria

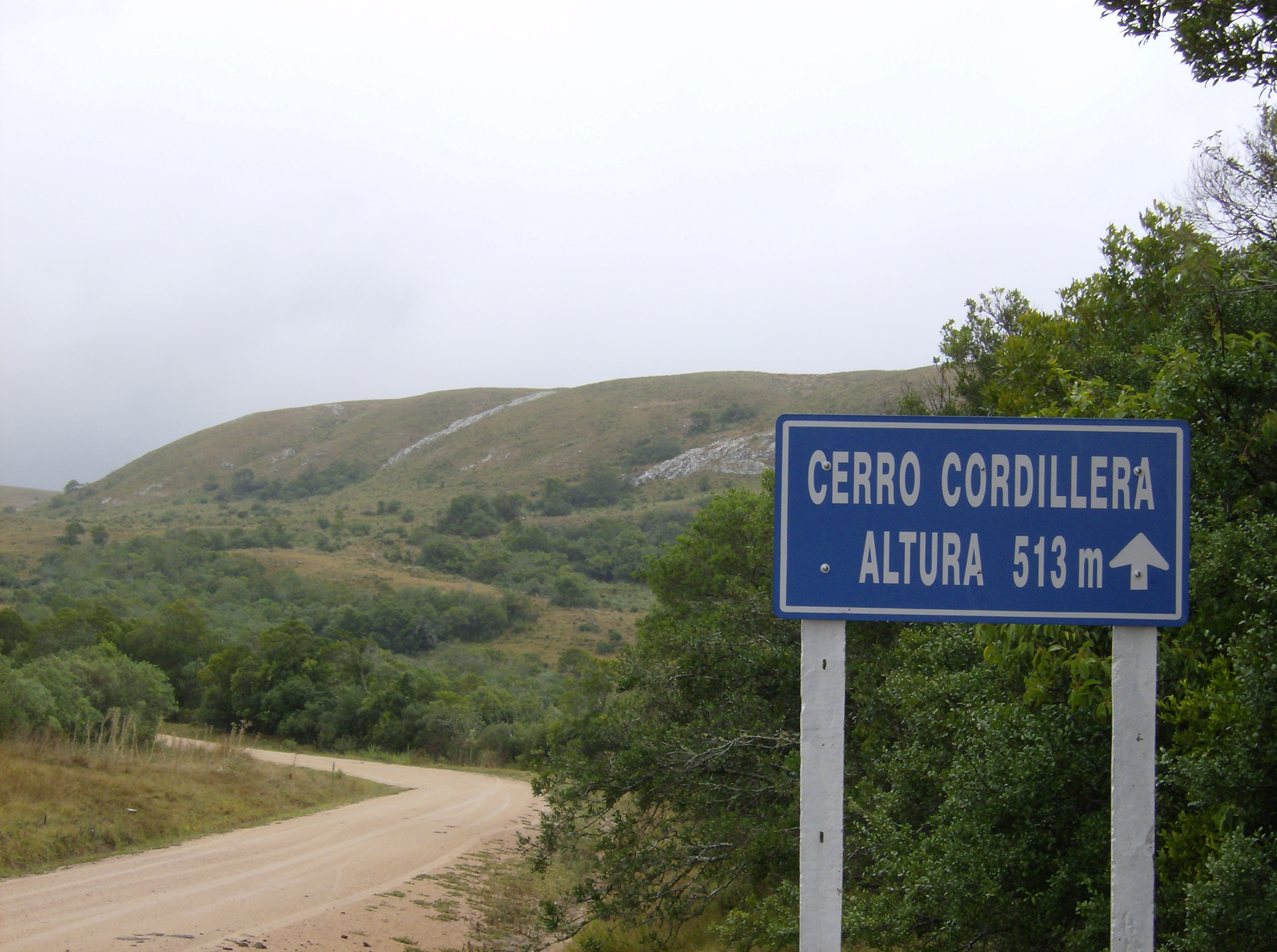
Prop del Cerro Catedral (o Cerro Cordillera), el punt més alt de l'Uruguai.
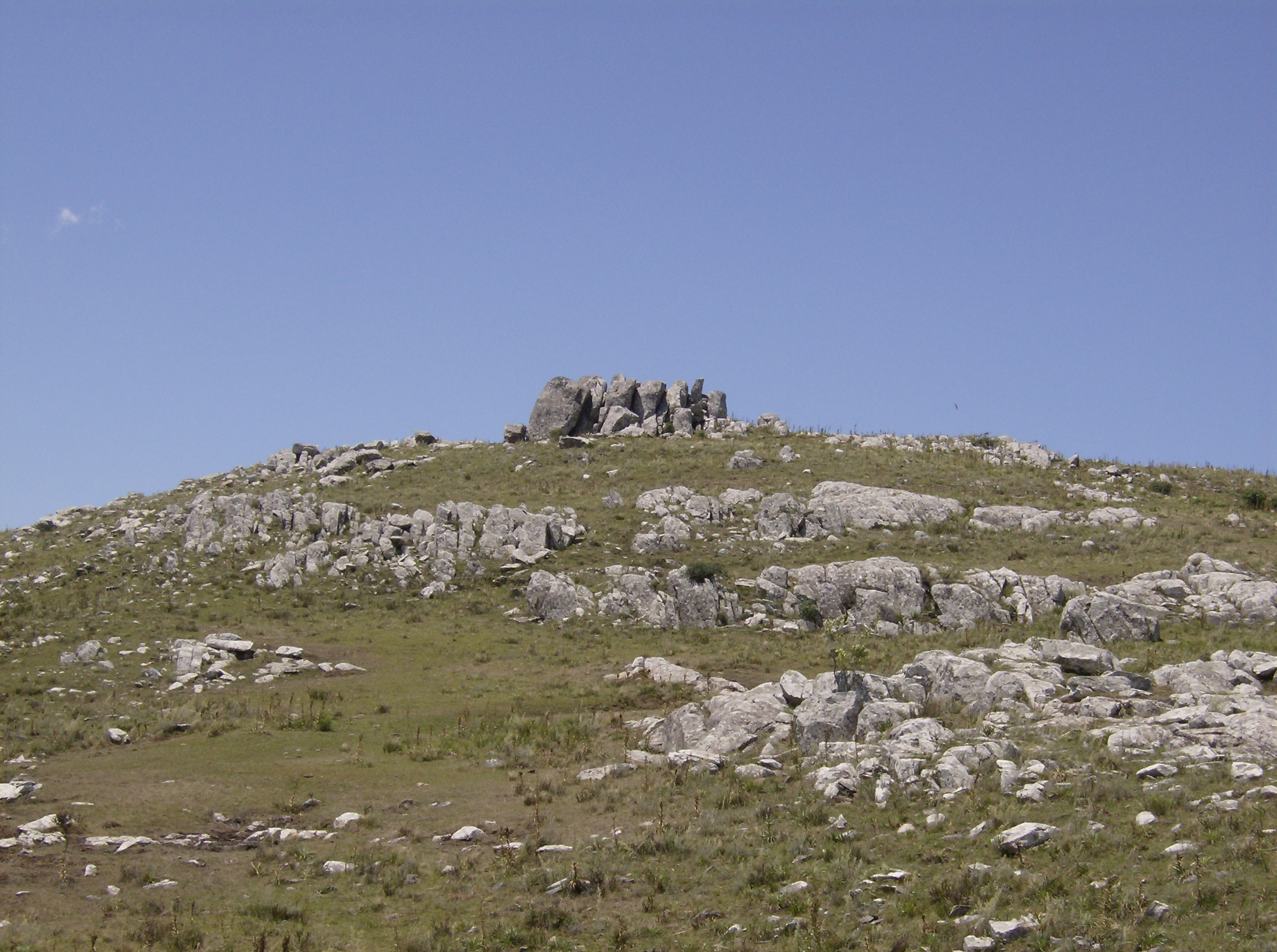
El cim del Cerro Catedral.